# Kyjonožci

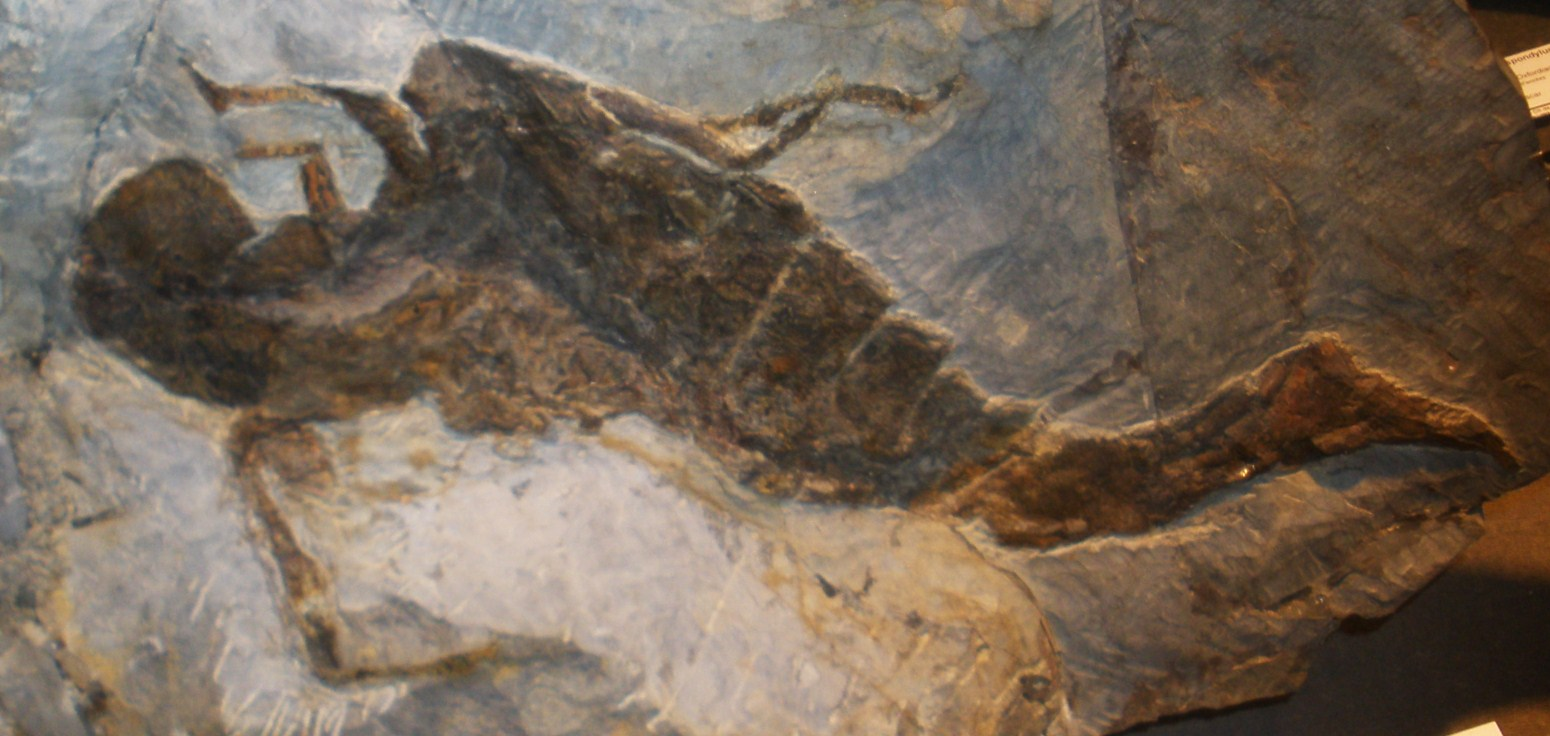
Fosilie rodu Jaekelopterus, patrně největšího známého členovce všech dob.

Kyjonožci (Eurypterida, syn. Gigantostraca) je vymřelý řád podkmene klepítkatců. Zahrnuje mimo jiné i největší známé členovce, jací kdy na Zemi žili. Latinský název Eurypterida pochází z řeckých slov eury=široký a pteron=křídlo.

## Popis

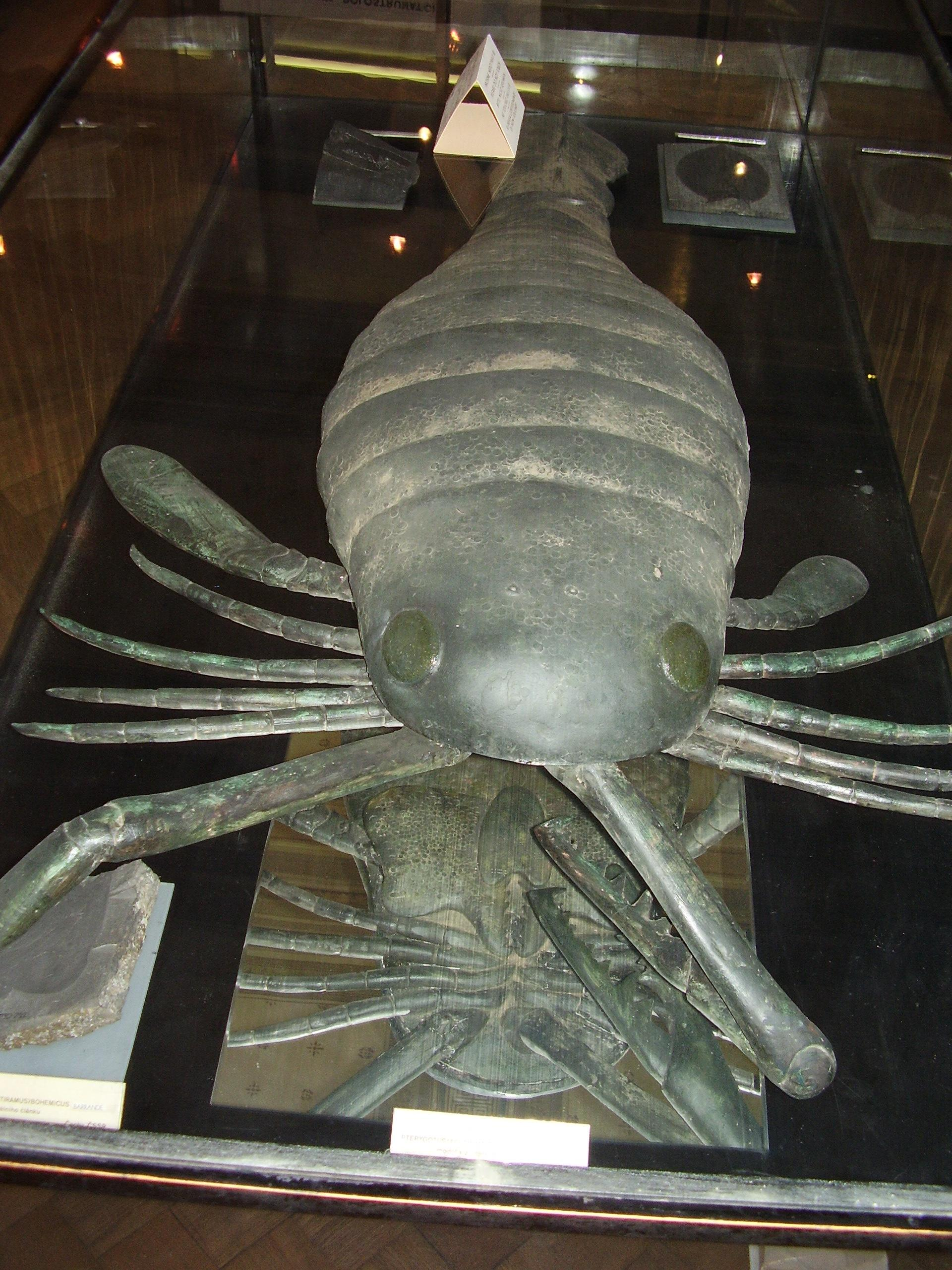
Model eurypterida v životní velikosti, Národní muzeum v Praze

Tito obří bezobratlí živočichové byli dravými obyvateli moří. Někteří kyjonožci dosahovali délky až kolem 2,5 metru, ovšem mnoho příslušníků této skupiny bylo menší než 20 cm. Nejznámějším rodem je Eurypterus, který zahrnuje více než 200 známých druhů. Největším dosud známým druhem byl Jaekelopterus, který měřil na délku až 2,6 metru a jeho "klepeta" byla dlouhá kolem 46 cm. Šlo zároveň i o největšího známého členovce všech dob. Žili v moři a později i ve sladkých a brakických vodách.
Ocas měli špičatý a je možné, že měli jedové bodce, ovšem neexistují žádné důkazy, že by byli jedovatí. Tělo měli kryté silným exoskeletem. Byli to dravci, kteří se pohybovali po mořském dně a lovili mnoho tehdejších živočichů.
Výzkum, publikovaný v září roku 2020 ukázal, že tito bezobratlí mořští tvorové mohli dýchat atmosférický kyslík. Mohli se tedy teoreticky pohybovat i po souši.

## Klasifikace
Skupina se dělí na skupiny Stylonurina a Eurypterina. Jejich nejbližšími žijícími příbuznými jsou ostrorepi. Někdy bývají označováni jako mořští štíři, přestože se štíry nejsou blízce příbuzní. Jejich fosílie byly nalezeny takřka po celém světě.